# Martin Ludwig von Jordan
(Christoph) Martin Ludwig von Jordan (geb. als  Martin Ludwig Juske) (geb. 31. August 1762 in Treptow (Pommern); gest. 8. August 1833 in Schönwald) war ein preußischer Justiz-, Regierungs- und Landrat.

## Leben
Martin Ludwig von Jordan war der Sohn des Treptower Kaufmanns und Stadtgutsbesitzers Johann Ludwig Juske († 1765) und dessen Ehefrau, einer geborenen Drigalski († 1762). Nach dem frühen Tod seiner Eltern kam er in ein Waisenhaus und erhielt er seine erste Ausbildung in einem Pädagogium in Halle. Am 3. April 1780 immatrikulierte er sich an der Universität Halle für ein Studium der Theologie, das er im Alter von 19 Jahren beendete. 1784 folgte er dem Ruf des Besitzers des Gutes Bischdorf in Schlesien, Christian Gottlieb von Jordan (1738–1811), um an der von ihm neu erbauten evangelischen Kirche als Pfarrer zu dienen. Das Pfarramt legte er nach 5-jähriger Tätigkeit aufgrund einer Brustkrankheit nieder. 1789 erwarb er das Rittergut Schönwald. Im Jahr 1800 wurde er von seinem Schwiegervater adoptiert und unter Beilegung des Geschlechternamens im Juli des Jahres mit dem Namen von Jordan in den Adelsstand erhoben. Nachfolgend absolvierte er das juristische Examen. Ab 1804 war er als Justizrat und ständiger Kommissar im Kreis Lublinitz sowie später noch als Marschkommissar tätig. Am 21. Dezember 1805 wurde er nach erfolgreicher Wahl durch die Rosenberger Kreisstände von Friedrich Wilhelm III. als neuer Landrat des Kreises Rosenberg O.S. bestätigt. Er trat damit die Nachfolge von Caspar Joachim von Pritzelwitz an. Neben seinem Amt als Landrat bis 1806, wo er u. a. die Oberaufsicht für das Landarmenhaus übernahm, war er Landesältester und General-Landschaftsrepräsentant. Am 23. Februar 1810 wurde er als Regierungsrat nach Breslau versetzt. 1811 wurde er ständiger Deputierter in Berlin sowie Präsident der Generalkommission für Oberschlesien. 1823 legte er nach einem Sturz mit dem Pferd alle seine Ämter nieder. 1833 starb er als Erbherr auf Schönwald und Schirokau.

## Persönliches
Martin Ludwig von Jordan heiratete im Januar 1788 Anna Charlotte von Jordan (* 23. Mai 1771 in Wendrin; † 1. Mai 1853 in Schönwald), die zweite Tochter des Gutsbesitzers Christian Gottlieb von Jordan. Die Kinder aus dieser Ehe waren:
1. Charlotte Wilhelmine Christiane (1788–1851)
2. Karl Gottlieb Ludwig (1790–1791)
3. Ernst David Gottlieb Ludwig (1791–1792)
4. Emilie Wilhelmine Dorothea (1793–1863)
5. Heinrich Gottlieb Erdmann (1795–1870), Oberstleutnant
6. Anna Elisabeth Florentine Dorothea (1796–1810)
7. Karoline Gottliebe Friederike (1797–1871)
8. Anna Louise Agnes (1799–1864), vermählt seit 1826 mit Landrat Wilhelm von Taubadel (1796–1851)
9. Friedrich Wilhelm Erdmann Reinhold (1801–1883)
10. Karl Ernst Ludwig Theodor (1804–1871), Ehrenritter des Johanniterordens, Landesältester des Kreises Rosenberg und Rittmeister
11. Ludwig Alexander von Jordan (1806–1889), Jurist und Politiker